# Bitka pri Trois-Rivières
Bitka pri Trois-Rivières je potekala 8. junija 1776 med ameriško revolucionarno vojno. Britanska vojska pod vodstvom guvernerja Quebeca Guyja Carletona je premagala poskus enot kntinentalne vojske pod poveljstvom brigadnega generala Williama Thompsona, da bi ustavile britansko napredovanje po dolini reke Saint Lawrence. Bitka se je zgodila kot del invazije ameriških kolonistov na Quebec, ki se je začela septembra 1775 z namenom iztrganja province izpod britanske vladavine.
Prečkanje reke Saint Lawrence s strani ameriških čet je opazila quebeška milica, ki je opozorila britanske čete v Trois-Rivièresu. Lokalni kmet je Američane popeljal v močvirje, kar je Britancem omogočilo, da so izkrcali dodatne sile v vasi in vzpostavili položaje za ameriško vojsko. Po kratki izmenjavi med vzpostavljeno britansko linijo in ameriškimi četami, ki so prihajale iz močvirja, so se Američani umaknili v nekoliko neorganiziranem umiku. Ker so bile nekatere poti umika odrezane, so Britanci zajeli precejšnje število ujetnikov, vključno z generalom Thompsonom in večino njegovega osebja.
To je bila zadnja bitka vojne, ki se je odvijala na quebeških tleh. Po porazu so se preostale ameriške sile pod poveljstvom Johna Sullivana umaknile, najprej v Fort Saint-Jean, nato pa v Fort Ticonderoga.

## Footnotes
1. ↑  It is impossible to accurately gauge how many British troops actually participated in the action. There were more than 1,000 on the ground when they were alerted to the American presence; it is unknown how many were disembarked from the ships in assistance. For example, Smith, p. 413 mentions that General Nesbitt landed "a strong force" at Pointe-du-Lac; none of the other major sources give any count, or clear indication of how many forces were landed to assist Fraser at Trois-Rivières.
2. 1 2 3  Morrissey, p. 70
3. ↑  Peckham, p. 18
4. ↑  Smith, p. 416
5. ↑  »Battle of Three Rivers (Trois-Rivières)«. American Revolutionary War (v ameriški angleščini). 19. november 2017. Pridobljeno 8. junija 2019.